# الرابطة (تونس)
الرابطة هي إحدى قرى ولاية قبلي بالجنوب التونسي، وتتبع إداريا معتمدية قبلي الشمالية. ويعتقد أنها قرية الياسك التي ذكرها أبو عبد الله محمد التجاني في رحلته. تقع القرية على الطرف الشمالي للواحة التي كانت تسقى من عين الغريق. وكانت تحيط بها الواحة من جميع الجهات إلا أنها تمتد حاليا شمال الواحة. ينحدر جزء من سكانها من الطرابلسية.